# قائمة حلقات العم جدو
قائمة من الحلقات العم جدو، وهو مسلسل تلفزيوني رسوم متحركة أمريكي أنشأه بيتر براونغاردت وبث على كرتون نيتورك. تم إنشاء الحلقات التجريبية الأولى الخاصة بالبرنامج في سنة 2008 ولكن لم تبث بشكل رسمي على كرتون نيتورك فيديو إلا في عام 2010 كجزء من مشروع ذل كرتونستيوت، بينما عرض المسلسل لأول مرة على القناة في 2 سبتمبر 2013. في 25 يوليو 2014، أنتج الموسم الثاني من السلسلة، فيما عرض لأول مرة في 5 مارس 2015.
في 30 مارس 2016، أعلن عن نية كرتون نيتورك إعادة تجديد السلسلة للموسمين الرابع والخامس، ولكن بشمل مختلف: حيث تقرر تقسيم نصف الموسم الثاني المعد سلفا والمؤلف من 52 حلقة، ليحمل النصف الأول عنوان «الموسم الثاني» فيما اتجه لاعتبار النصف الثاني «الموسم الثالث» للسلسلة. وبالمثل تم تقسيم الموسم الثالث إلى «الموسم الرابع» والموسم الخامس.
اختتمت السلسلة في 30 يونيو 2017 بعنوان «العم جدو: سنوات المدرسة الثانوية» وذلك بعد 5 مواسم وما مجموعه 153 حلقة.

## المواسم المعروضة
| الموسم | الموسم    | الحلقات   | الحلقات   | البث الأصلي    | البث الأصلي    |
| الموسم | الموسم    | الحلقات   | الحلقات   | البث الأول     | البث الأخير    |
| ------ | --------- | --------- | --------- | -------------- | -------------- |
|        | Pilot     | 3         | 3         | 2008           | 15 مارس 2012   |
|        | 1         | 52        | 52        | 2 سبتمبر 2013  | 26 فبراير 2015 |
|        | 2         | 26        | 26        | 5 مارس 2015    | 15 ديسمبر 2015 |
|        | Crossover | Crossover | Crossover | 2 أبريل 2015   | 2 أبريل 2015   |
|        | Shorts    | 14        | 14        | 9 يوليو 2015   | 21 يوليو 2017  |
|        | 3         | 26        | 26        | 16 ديسمبر 2015 | 1 يوليو 2016   |
|        | 4         | 26        | 26        | 1 يوليو 2016   | 15 ديسمبر 2016 |
|        | 5         | 23        | 23        | 16 ديسمبر 2016 | 30 يونيو 2017  |

## الحلقات

### الموسم الأول
- 1 - اخوة البطون
- 2 - مسارات النمر
- 3 - امبراطور الفضاء
- 4 - الوجه المضحك
- 5 - كريم الشارب
- 6 - اللقب
- 7 - اختبار السائق
- 8 - جليسة العم جدو
- 9 - العم جدو أكل واجبي المنزلي!
- 10 - العم جدو ليوم واحد
- 11 - الخوف من الظلام
- 12 - خريطة الكنز
- 13 - مغلق
- 14 - جورتس
- 15 - لعبة الدماغ
- 16 - الضوضاء الغامضة
- 17 - شارلي برجر
- 18 - سروال العم جدو
- 19 - الكمال كيد
- 20 - كبير في اليابان
- 21 - تصارع الساق
- 22 - بيتزا المستقبل
- 23 - المزيد من العم الجد السراويل
- 24 - عارض خاص
- 25 - صباح سيء
- 26 - مقلب الهاتف
- 27 - مهمة في عام 1992
- 28 - بيزت فريندز
- 29 - شاحنة الغذاء
- 30 - إخفاء والسعي
- 31 - تاريخ المصارعة
- 32 - حقيبة المرضي
- 33 - العطلة
- 34 - العمة الجدة
- 35 - معاقبة
- 36 - مسكون RV
- 37 - الإنترنت ترول
- 38 - ليس مضحكا
- 39 - استراحة السجن
- 40 - المصعد
- 41 - عيد الكريسماس (حلقاتان خاصتان)
- 42 - يوم النقانق
- 43 - النمر والفار
- 44 - يوميات بيتزا ستيف
- 45 - بالين
- 46 - مشكله كبيره لصغير معجزه
- 47 - طفل جديد
- 48 - العم جدو الزومبي
- 49 - العم رجل الكهف
- 51 - الحظ كوكي
- 52 - القفاز